# Turkije op het Eurovisiesongfestival 2004
Turkije deed mee aan het Eurovisiesongfestival 2004 in Istanboel, Turkije. Het was de 26ste deelname van het land op het Eurovisiesongfestival. Het lied werd gekozen door middel van een nationale finale.

## Selectieprocedure
Net zoals hun vorige deelname besloot men om deze keer een interne selectie te organiseren.
Men koos uiteindelijk voor de populaire rockgroep Athena met het lied "For real.

## In Istanboel
In hun thuisland trad Turkije als 22ste land aan, net na Cyprus en voor Roemenië. Op het einde van de stemming bleek dat ze 195 punten gekregen hadden en dat ze daarmee op de 4de plaats waren geëindigd. 
Men ontving 4 keer het maximum van de punten.
België  en Nederland hadden beiden 12 punten over voor deze inzending.

### Gekregen punten

#### Finale
| 12 punten                                    | 10 punten               | 8 punten                                                                    | 7 punten                                           | 6 punten                                                         |
| -------------------------------------------- | ----------------------- | --------------------------------------------------------------------------- | -------------------------------------------------- | ---------------------------------------------------------------- |
| - België - Duitsland - Frankrijk - Nederland | - Denemarken - Roemenië | - Albanië - Monaco - Noorwegen - Oostenrijk - Polen - Rusland - Zwitserland | - Bosnië en Herzegovina                            | - Griekenland - Noord-Macedonië - Oekraïne - Verenigd Koninkrijk |
| 5 punten                                     | 4 punten                | 3 punten                                                                    | 2 punten                                           | 1 punt                                                           |
| - Finland - IJsland - Zweden                 | - Cyprus                | - Andorra - Kroatië - Litouwen - Wit-Rusland                                | - Israël - Letland - Servië en Montenegro - Spanje | - Ierland                                                        |

### Punten gegeven door Turkije

#### Halve Finale
Punten gegeven in de halve finale:
| 12 punten | Griekenland           |
| 10 punten | Bosnië en Herzegovina |
| 8 punten  | Oekraïne              |
| 7 punten  | Servië en Montenegro  |
| 6 punten  | Albanië               |
| 5 punten  | Cyprus                |
| 4 punten  | Israël                |
| 3 punten  | Noord-Macedonië       |
| 2 punten  | Nederland             |
| 1 punt    | Denemarken            |

#### Finale
Punten gegeven in de finale:
| 12 punten | Oekraïne              |
| 10 punten | Griekenland           |
| 8 punten  | Servië en Montenegro  |
| 7 punten  | Bosnië en Herzegovina |
| 6 punten  | Albanië               |
| 5 punten  | Duitsland             |
| 4 punten  | Noord-Macedonië       |
| 3 punten  | Zweden                |
| 2 punten  | Spanje                |
| 1 punt    | Cyprus                |